# 御坊南海バス

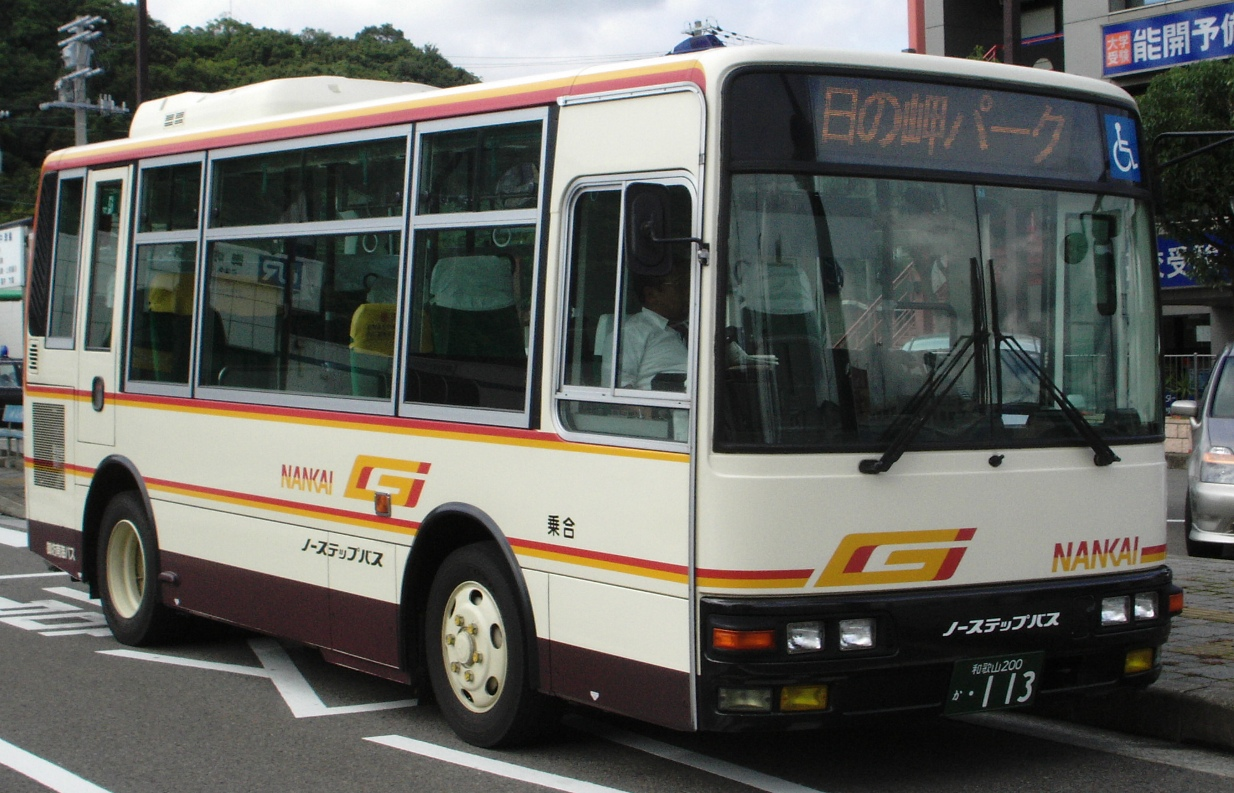
一般路線バス 日の岬パーク線（三菱ふそう・エアロノーステップミディ）
ノンステップバス。車体に「ノーステップバス」と記されている

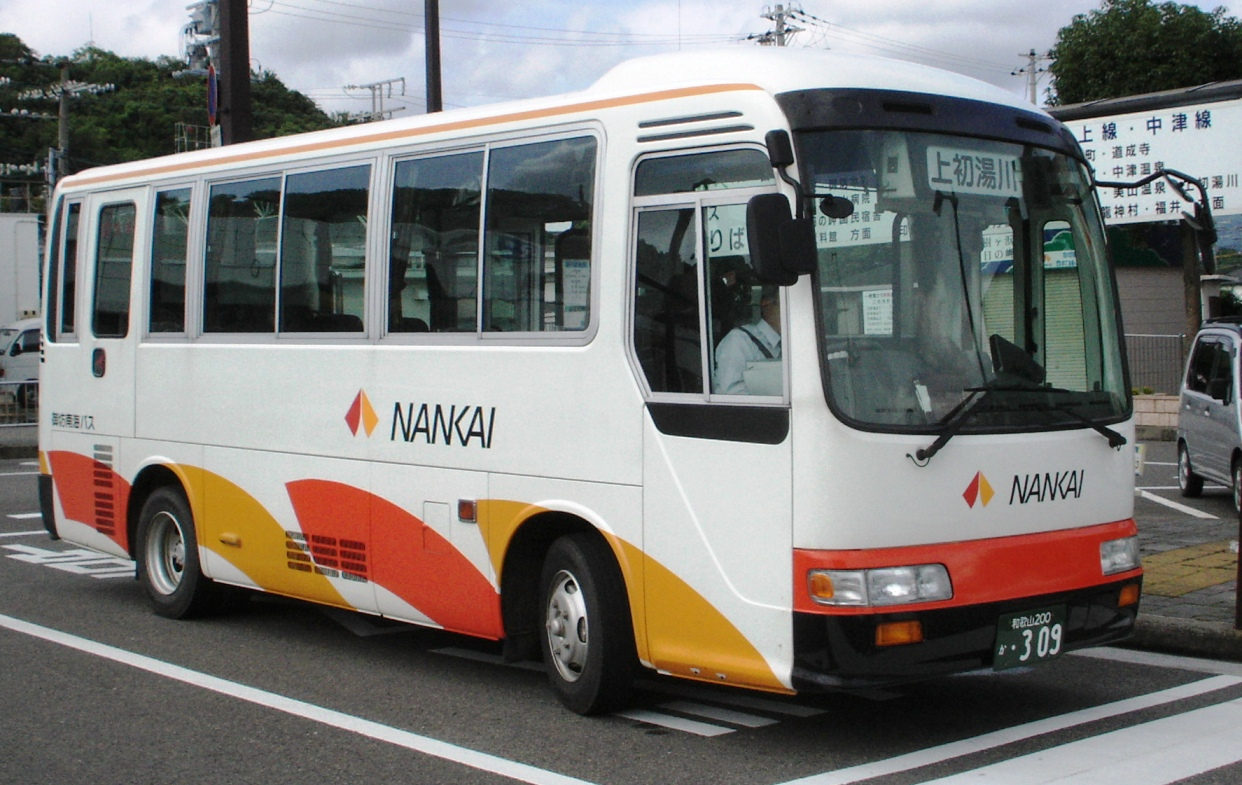
廃止路線「上初湯川線」で使用されていた車両（日野・リエッセ）
南海バスからの移籍車。南海バス時代の塗装そのままに使用している

御坊南海バス（ごぼうなんかいバス）は、かつて和歌山県御坊市に存在した南海グループのバス会社。南海グループの南紀地区での事業強化のため、和歌山県内のグループ会社再編により、2020年1月1日に同じ南海電気鉄道のグループ会社である熊野交通（本社：和歌山県新宮市）に吸収合併され「熊野御坊南海バス株式会社」となり、同社の御坊支社となった。合併後も事業に変更はなく、車両に書かれている「NANKAI」ロゴや車両カラーリングも当面はそのまま使われる。

## 概要
本社所在地は和歌山県御坊市薗37番地で、合併後はそのまま熊野御坊南海バス御坊支社の所在地となっている。
1984年（昭和59年）、南海白浜急行バスから分離する形で設立し営業開始。乗合バス事業（一般路線バス・高速バス）、貸切バス事業（観光バスなど）を営む。観光バスは大阪府岸和田市にも営業所を持っており、貸切バス車両には「NANKAI」のロゴが付けられている。
高野山ケーブルをはじめとする南海各路線の鉄道路線運休時の代行バス輸送や、南海沿線での企業株主見学会の送迎バス事業なども担うようになっており、合併した熊野交通とともに事実上の南海グループ全体の貸切バス部門としても機能していた。
なお、南海バスはすでに貸切バス事業から撤退しており、事業譲渡先のクリスタル観光バスは南海グループではない。のちに和歌山エリアは野鉄観光の関連会社となり、大阪エリアは大阪バスグループの近畿観光バスとなった。
2016年8月5日より、南海ウイングバスが運行する夜行高速バスドリーム和歌山号（現：サザンクロス和歌山号）に参入し、同社と共同運行している。しかし、2021年3月31日から熊野御坊南海バスによる運行を終了している。
熊野交通との合併時点まで、和歌山県内の他の南海グループのバス路線と直接接続していなかった。また和歌山市駅に乗り入れていた当時から、磁気式バスカードやPiTaPaなどのスルッとKANSAI対応の交通系ICカードや、3・3・SUNフリーきっぷなど南海が企画するフリーきっぷ類も利用できなかった。なお、合併後の熊野御坊南海バスでは2020年4月6日より、路線バスの支払いにQRコード決済のPayPayが導入されている。

## 沿革
- 1974年（昭和49年） - 南海バス（和歌山県・初代、現在の南海バスとは無関係）と白浜急行バスが合併し、南海白浜急行バスを設立。
- 1984年（昭和59年）
  - 3月6日 - 南海白浜急行バスから分離して会社設立。
  - 10月1日 - 営業開始。
- 2008年（平成20年）10月1日 - 川上線4路線を廃止、日高川町コミュニティバス・田辺市住民バスへ移管。
- 2009年（平成21年）9月30日 - 和歌山線（和歌山市駅 - 湯浅）廃止。
- 2014年（平成26年）7月17日 - 路線バスで和歌山県初のプロバスケットボールチーム「和歌山トライアンズ」応援ラッピングバスを運行[8]。
- 2015年（平成27年） - 高野山開創1200年記念大法会開催に合わせ、オリジナルの記念御朱印帳と高野山ガイドブックを発売[9]。
- 2016年（平成28年）8月5日 - 夜行高速バス「ドリーム和歌山号」に参入。
- 2018年（平成30年）10月25日 - 「ドリーム和歌山号」が運行開始から30周年を迎える[10]。
- 2020年（令和2年）1月1日 - 熊野交通に吸収合併され「熊野御坊南海バス株式会社 御坊支社」へ変更[1][2][3]。
- 2022年（令和4年）10月1日 - ダイヤ改正に伴い一部路線の末端区間廃止や延伸が行われた。多くのバス停の名称変更や廃止、新設も行われた[11]。

## 営業所
- 御坊本社営業所 - 和歌山県御坊市薗37（現：熊野御坊南海バス御坊支社）[1][2]
- 田辺営業所 - 和歌山県田辺市宝来町11-39（現：熊野御坊南海バス田辺営業所）[1][2]
- 大阪営業所（観光バス）- 大阪府岸和田市木材町12-4（現：熊野御坊南海バス大阪営業所）[1][2]

## 「南海バス」との関係
御坊南海バスの源流となる御坊市内の路線は、もともと南海電鉄との資本関係を持たない、初代「南海バス」によって運行されていた。後に同社は南海電鉄の資本下におさまり、南海白浜急行バスを経て、再分離後に以前とほぼ変わらない規模の「御坊南海バス」となった経緯がある。南海電鉄より自動車運輸部門が分社化され、2代目「南海バス」が誕生したのは、御坊南海バス誕生から17年後の2001年となってからであった。しかしそれ以前より南海電鉄の自動車運輸部門は「南海バス」の愛称で呼ばれていた。なお、電鉄直営時代のバス車体には「南海電鉄バス」と表記されていた。
御坊地区を走る同社と、大阪地区を走る南海バスは、直接的な路線の繋がりが存在しないながらも、現在は共に南海グループの一員であり、自動車排気ガス規制の厳しいエリアを走行する南海バスから、御坊南海バスへ中古車両を譲渡することも多い。また、すでに存在しない南海バスの観光部門と、御坊南海バスの貸切バスは、類似した塗装を採用していた。
とはいえ、両社は共に南海電気鉄道傘下の兄弟会社という間柄であり、南海バスが大阪府内に持つバス運営子会社（南海ウイングバス）と異なり、南海バスとの間に横断的な資本関係はない。こうした関係は南海グループの他の和歌山県内のバス会社（和歌山バスや南海りんかんバスなど）と南海バスとの関係でも同じであるが、同社の場合は南海電鉄の自動車運輸部門の各営業所から発足した会社ですらなく、従って過去に遡っても同一会社であったことはない。
現在においても、御坊市内など御坊南海バスの走行エリアにおいては「南海バス」といえば御坊南海バスのことを指すことが多い。

## 運行路線

### 一般路線
- 日の岬パーク線
御坊駅 - 御坊南海バス前 - 和歌山病院前 - アメリカ村 - 海猫島
2022年10月1日から大浜通り～北財部間を通らず、御坊南海バス前経由に変更。フリー乗降区間は逢母磯からアメリカ村まで設定されている。
- 印南線
御坊駅 - 御坊南海バス前 - 学園前 - 印南駅
終点は印南駅からやや離れた印南町役場前（旧庁舎前）だったが、印南町による駅前バスロータリー整備に伴い[12]、終点バス停留所が2020年2月1日に印南駅前に移設された[13]。
- 阿尾線
御坊南海バス前 - 大浜通り - 内原駅 - 阿尾 - 田杭浜
かつては、アメリカ村まで運行していたが、2022年10月1日から田杭浜に縮小となった。フリー乗降区間は日高町役場前から田杭浜まで設定されている。
- 日裏線：日曜・祝日全便運休
御坊南海バス前 - 稲原駅 - 古井 - 日裏 - 川又観音口
2022年10月1日より日裏から川又観音口間が延伸された。フリー乗降区間は塩屋小学校前から川又観音口まで設定されている。
- 日高川線
御坊南海バス前 - 御坊駅 - 道成寺駅 - 高津尾 - 川原河（かわはらごう）
フリー乗降区間は千津から川原河まで設定されている。
- 湯浅線：1日往復5本、土日・祝日全便運休
済生会病院 - 湯浅駅 - 井関 - 上津木
かつては、権保橋まで運行されていたが、2022年10月1日より上津木に縮小した。フリー乗降区間は河瀬橋から上津木まで設定されている。

### 廃止路線・廃止区間
- 和歌山市駅 - 御坊南海バス前 （1988年頃廃止）
- 和歌山市駅・海南 - 美山愛徳荘 （2001年10月1日廃止）
- 阿尾線： 比井 - 温泉館前 （2003年5月1日廃止）、田杭浜 - アメリカ村（2022年10月1日廃止）
- 川上線 - 以下の4路線は2008年10月1日廃止。
  - 中津線： 高津尾 - 下田原 - 三十木 （2008年10月1日廃止）
  - 寒川線： 川原河 - 寒川 （2008年10月1日廃止）
  - 福井線： 川原河 - 福井 （2008年10月1日廃止）
  - 上初湯川（かみうぶゆがわ）線： 川原河 - 上初湯川 （2008年10月1日廃止）

中津線・寒川線・福井線・上初湯川線を川上線と総称する場合もあった。これらの路線は同日より日高川町コミュニティバス・田辺市住民バスに移管された。
- 和歌山線： 和歌山市駅 - 紀三井寺 - 海南 - 箕島 - 星尾 - 湯浅 （2009年10月1日廃止）
和歌山線は、かつて南海白浜急行バスが運行していた和歌山 - 白浜線の名残で、湯浅 - 御坊間の廃止以降は、他の路線とは接続しない孤立路線となっていた。
- 湯浅線：上津木 - 権保橋（2022年10月1日廃止）
- 日の岬パーク線： アメリカ村 - 日の岬パーク（2009年10月1日廃止）
地元の要望を受けて2010年10月1日より、アメリカ村 - 海猫島間を延長運行することになった[14][リンク切れ]。 高速バス
- サザンクロス和歌山号（旧：ドリーム和歌山号）（2021年3月30日運行終了）※南海ウイングバス南部の単独運行。
南海和歌山市駅 - 和歌山駅 - 和泉中央駅 - 湊町バスターミナル - なんば高速バスターミナル - 高速京田辺 - 池尻大橋（降車のみ） - バスタ新宿 - 東京駅 - 新木場駅

## 車両

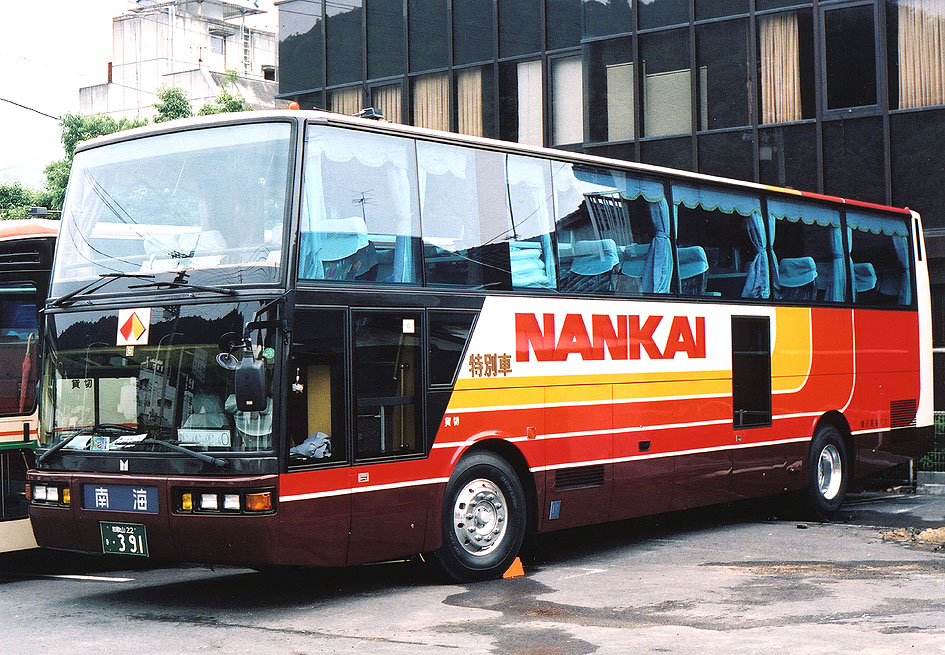
貸切車（いすゞ・スーパークルーザーUFC）

路線バス車両は、その大半を日野自動車製が占める。特に中型車のレインボーが主流車種である。自社発注車のレインボーは初期ボディの時代から角型2灯の前照灯を装備しており、一部に存在していた丸型2灯の車両は南海バスからの移籍車である。他に、少数の三菱製バスが存在する。
南海系では珍しく、小型車のレインボーRBも導入していたが、大阪府内の路線を運行する南海バスから譲渡されたリエッセの導入により代替廃車が進んだ。
初期のノンステップバスは「ノーステップバス」と表記されているほか、後期の車両と比較してロゴの形状にも変化がある。
塗装は、南海グループのバスの旧塗装、通称Nカラーを基本に、自社用にG (Gobou) ロゴを追加しマイナーチェンジを施したものを採用している。南海バスからの移籍車は南海バス時代の塗装を踏襲しているが、移籍車の一部にはGロゴを追加している。旧塗装は緑色地に白帯の独自のカラーリングであったが、1988年頃より南海グループの他社に追随して現行カラーへ変更された。
2007年3月31日の時点では、路線バスとして19台のバス車両を保有していた。うちノンステップバスは4台、低床バス（ここではノンステップバス、ワンステップバス、スロープ付きバスを指す）は6台であった。
2010年に日野・ポンチョを新車で購入した。ポンチョでは20年ぶりに旧塗装が採用された。また南海バスから移籍した車両のうち2台（リエッセと大阪狭山市のコミュニティバス「大阪狭山市循環バス」で使用されていた三菱ふそう・エアロミディMJノンステップ）も旧塗装に塗り替えられた。
貸切車も同様に、日野車が多数で三菱車が少数という構成である。一部に小型の貸切バスや、車内をサロン配置に転換可能なバスが存在している。ホームページで貸切バスの設備等が紹介されている。2015年9月16日には紀の国わかやま国体開催に合わせ、衝突被害軽減ブレーキを装備した大型観光バスのエアロエースを新車購入した。